# Klooch (альбом)
Klooch — перший студійний альбом українсько-канадського гурту «Klooch», який було презентовано у 2006 році.

## Композиції
1. Не Чекай
2. Застара
3. Чому ти така
4. Краса дівчина
5. Перший раз
6. Чи любиш мене
7. Ти мені сказала
8. Тебе нема
9. Пам'ятаю тебе
10. Давай

## Цікаві факти
- Показовим є те, що лише недавно «ключі» оприлюднили першу у своєму репертуарі англомовну пісню «Beautiful» — до того канадська команда співала виключно українською. «Klooch» грає повністю сучасний північноамериканський поп-панк, але замішаний українською мелодикою та співочій традиції. І хоча хлопці співають українською з помітним приємним акцентом, однак усвідомлюють себе саме як український гурт.